# Warner Westenra (Politiker)
Warner Westenra war ein irischer Politiker.
Warner Westenra war der zweitgeborene, älteste überlebende Sohn und eines von zehn Kindern von Henry Westenra und dessen Frau Eleanor Allen. Seine Mutter war eine Tochter des Sir Joshua Allen, der 1673 Lord Mayor von Dublin war, und Schwester des John Allen, 1. Viscount Allen (1661–1726). Sein Geburtsdatum ist nicht überliefert, seine Eltern heirateten aber am 12. März 1700.
Er bewohnte das Anwesen Rossmore Park im irischen County Monaghan.
1728 wurde er als Abgeordneter für Maryborough in das Irish House of Commons gewählt. Bereits sein Vater Henry, sowie Peter Westenra, ein Cousin seines Vaters, hatte dem Unterhaus des Parliament of Ireland angehört.
Am 13. Dezember 1738 heiratete er Lady Hester Lambart, eine Tochter von Richard Lambart, 4. Earl of Cavan († 1742). Aus der Ehe gingen acht Kinder hervor. Sein ältester Sohn Henry Westenra gehörte später ebenfalls dem Irish House of Commons an. Seine Nichte war die Londoner Salonnière Mary Boyle, Countess of Cork and Orrery.